# Valérie Tong Cuong
Valérie Tong Cuong est une écrivaine française née le 24 août 1964 à Paris.

## Biographie
Née en banlieue parisienne, elle étudie les sciences politiques et la littérature, obtient un DESS de Science Politique à l'Université Panthéon Sorbonne (Paris I) puis travaille huit ans dans une entreprise de communication et de publicité avant de se consacrer à l’écriture et à la musique à partir de 1994.
De 1997 à 2009, en parallèle de son œuvre littéraire, elle chante et écrit pour un groupe pop-rock indépendant "Quark", sous le pseudonyme de Qvoice. Le groupe comprend son mari Éric Tong Cuong, qui a cofondé le label indépendant Naïve, et François Lardeau aka StereoQ. Le groupe produit quatre albums entre 1998 et 2010, participe à des festivals internationaux et reçoit une critique favorable.
Elle a travaillé en tant que scénariste sur différents projets en télévision (séries) ou cinéma. En 2016, elle créé la série Munch diffusée sur TF1, avec Isabelle Nanty.
En 2021, elle est nommée Chevalier de l'ordre des Arts et des Lettres. (Arrêté du 29/10/2021).
Auteure d'une douzaine de romans, plusieurs fois primée, elle est traduite en 20 langues.
Mère de quatre enfants dont l'une vit à Montréal avec son mari, avocat.

## Œuvres
- Big, Paris, Nil Éditions, 1997, 235 p.  (ISBN 2-84111-061-3)
  - Prix Festival du Premier Roman de Chambéry 1998
- Gabriel, Paris, Nil Éditions, 1999, 177 p.  (ISBN 2-84111-114-8)
- Où je suis, Paris, Éditions Grasset et Fasquelle, 2000, 246 p.  (ISBN 2-246-60731-0)[8]
- Ferdinand et les iconoclastes, Paris, Éditions Grasset et Fasquelle, 2003, 369 p.  (ISBN 2-246-62651-X)
- Noir dehors, Paris, Éditions Grasset et Fasquelle, 2005, 209 p.  (ISBN 2-246-69461-2)
- Providence, Paris, Éditions Stock, 2008, 220 p.  (ISBN 978-2-234-06108-8)
  - Prix du roman Version Fémina/Virgin Megastore 2008
- L’Ardoise magique, Paris, Éditions Stock, 2010, 210 p.  (ISBN 978-2-234-06419-5)
- La Battle, Paris, Éditions du Moteur, 2011, 43 p.  (ISBN 978-2-918602-12-5)
- L’Atelier des miracles, Paris, Éditions JC Lattès, coll. « Littérature française », 2013, 250 p.  (ISBN 978-2-7096-4279-8)[9]
  - Prix Nice-Baie-des-Anges 2013
  - Prix du Livre Optimiste 2013[10]
- Pardonnable, impardonnable, Paris, Éditions JC Lattès, coll. « Littérature française », 2015, 339 p.  (ISBN 978-2-7096-4608-6)[11],[12]
- Par amour, Paris, Éditions JC Lattès, coll. « Littérature française », 2017, 416 p.  (ISBN 978-2-7096-5582-8)[13]
  - Prix du Salon du Livre du Mans (2017).
  - Prix Maison de la Presse Mérignac Mondésir (2017).
  - Prix de l’Académie des Sciences, des Arts et des Belles-Lettres de Caen
  - Prix Bonheurs magazine 2017.
  - Grand Prix des lecteurs de Seine-Maritime (2018).
  - Prix du salon du livre Moustiers à la Page (2018).
  - Prix des Lecteurs du Livre de Poche (2018)[14]
- Les guerres intérieures, Paris, Éditions JC Lattès, coll. « Littérature française », 2019, 240 p. Sélection Prix du Style 2019[15],[16]
- Un tesson d'éternité, Paris, Éditions JC Lattès, coll. « Littérature française »2021, 269 p.[17],[18],[19]
- Voltiges, Paris, Editions Gallimard, 2024, 240 p.  (ISBN 9782073065056)[20],[21],[22]